# VTJ Racek Pardubice
VTJ Racek Pardubice (celým názvem: Vojenská tělovýchovná jednota Racek Pardubice) byl československý vojenský klub ledního hokeje, který sídlil v Pardubicích ve Východočeském kraji. V sezóně 1990/91 hrál klub druhou nejvyšší soutěž v zemi, ale v tabulce skončil na sestupovém 14. místě. Zanikl v roce 1991 po fúzi s Transportou Chrudim.

## Přehled ligové účasti
Stručný přehled
Zdroj: 
- 1969–1972: Divize – sk. C (3. ligová úroveň v Československu)
- 1986–1987: Východočeský krajský přebor (4. ligová úroveň v Československu)
- 1987–1990: 2. ČNHL – sk. B (3. ligová úroveň v Československu)
- 1990–1991: 1. ČNHL (2. ligová úroveň v Československu)

Jednotlivé ročníky
Zdroj: 
Legenda: ZČ - základní část, červené podbarvení - sestup, zelené podbarvení - postup, fialové podbarvení - reorganizace, změna skupiny či soutěže
| Československo (1969 – 1991) |                             |           |           |                                       |                       |
| Sezóny                       | Soutěž                      | Úroveň    | ZČ        | Play-off, nadstavba, sk. o udržení... | Poznámky              |
| 1969/70                      | Divize – sk. C              | 3. úroveň | 6. místo  |                                       |                       |
| 1970/71                      | Divize – sk. C              | 3. úroveň | 5. místo  |                                       |                       |
| 1971/72                      | Divize – sk. C              | 3. úroveň | –. místo  |                                       | Odstoupení ze soutěže |
| ...                          |                             |           |           |                                       |                       |
| 1986/87                      | Východočeský krajský přebor | 4. úroveň | 1. místo  |                                       | Postup                |
| 1987/88                      | 2. ČNHL – sk. B             | 3. úroveň | 7. místo  |                                       |                       |
| 1988/89                      | 2. ČNHL – sk. B             | 3. úroveň | 4. místo  |                                       |                       |
| 1989/90                      | 2. ČNHL – sk. B             | 3. úroveň | 1. místo  | Finálová skupina (3. místo)           | Postup                |
| 1990/91                      | 1. ČNHL                     | 2. úroveň | 14. místo |                                       | sk. o udr.            |